# Sugar Me
"Sugar Me" is een nummer van de Britse zangeres Lynsey de Paul uit 1972.

## Achtergrond
De Paul schreef het samen met Barry Green en het was haar eerste single. Het werd door MAM Records uitgebracht met "Storm in a Teacup" als B-kant. De Paul is de schrijver van deze B-kant, en dit nummer was eerder in het jaar al een succes voor de R&B-groep The Fortunes. Voor De Pauls debuutalbum, Surprise, werd het nummer opnieuw opgenomen. In deze nieuwe versie zit een langere solo van violist Johnny Van Derek. De singleversie werd geproduceerd door Gordon Mills, de albumversie door De Paul zelf. Voor haar album Just in Time uit 1994 nam De Paul een eurodanceversie van het nummer op.
De single werd een internationaal succes. In de Nederlandse Top 40 stond het vijf weken op de eerste plaats. Ook in België, Zweden en Spanje werd de eerste plaats behaald. De top 10 werd verder gehaald in Australië, Oostenrijk, Turkije en het Verenigd Koninkrijk. In de Verenigde Staten werd de hitlijst niet gehaald.  Omdat De Paul in 1977 meedeed aan het Eurovisiesongfestival, werd "Sugar Me" dat jaar opnieuw uitgebracht, ditmaal met "Won't Somebody Dance With Me" als B-kant.
Het nummer is door veel artiesten opgenomen. De bekendste cover, ook uitgebracht als single, is van Nancy Sinatra. Andere artiesten die het nummer opnamen zijn Claudine Longet, De Gigantjes en Candy. Geen van deze versies evenaarde het succes van de versie van De Paul.

## Hitnoteringen

### Nederlandse Top 40
| Hitnotering: 23-09-1972 t/m 16-12-1972 | Hitnotering: 23-09-1972 t/m 16-12-1972 | Hitnotering: 23-09-1972 t/m 16-12-1972 | Hitnotering: 23-09-1972 t/m 16-12-1972 | Hitnotering: 23-09-1972 t/m 16-12-1972 | Hitnotering: 23-09-1972 t/m 16-12-1972 | Hitnotering: 23-09-1972 t/m 16-12-1972 | Hitnotering: 23-09-1972 t/m 16-12-1972 | Hitnotering: 23-09-1972 t/m 16-12-1972 | Hitnotering: 23-09-1972 t/m 16-12-1972 | Hitnotering: 23-09-1972 t/m 16-12-1972 | Hitnotering: 23-09-1972 t/m 16-12-1972 | Hitnotering: 23-09-1972 t/m 16-12-1972 | Hitnotering: 23-09-1972 t/m 16-12-1972 | Hitnotering: 23-09-1972 t/m 16-12-1972 |
| Week                                   | 1                                      | 2                                      | 3                                      | 4                                      | 5                                      | 6                                      | 7                                      | 8                                      | 9                                      | 10                                     | 11                                     | 12                                     | 13                                     |                                        |
| -------------------------------------- | -------------------------------------- | -------------------------------------- | -------------------------------------- | -------------------------------------- | -------------------------------------- | -------------------------------------- | -------------------------------------- | -------------------------------------- | -------------------------------------- | -------------------------------------- | -------------------------------------- | -------------------------------------- | -------------------------------------- | -------------------------------------- |
| Nummer                                 | 31                                     | 8                                      | 3                                      | 1                                      | 1                                      | 1                                      | 1                                      | 2                                      | 5                                      | 13                                     | 15                                     | 26                                     | 38                                     | uit                                    |

### Daverende Dertig
| Hitnotering: 23-09-1972 t/m 09-12-1972 | Hitnotering: 23-09-1972 t/m 09-12-1972 | Hitnotering: 23-09-1972 t/m 09-12-1972 | Hitnotering: 23-09-1972 t/m 09-12-1972 | Hitnotering: 23-09-1972 t/m 09-12-1972 | Hitnotering: 23-09-1972 t/m 09-12-1972 | Hitnotering: 23-09-1972 t/m 09-12-1972 | Hitnotering: 23-09-1972 t/m 09-12-1972 | Hitnotering: 23-09-1972 t/m 09-12-1972 | Hitnotering: 23-09-1972 t/m 09-12-1972 | Hitnotering: 23-09-1972 t/m 09-12-1972 | Hitnotering: 23-09-1972 t/m 09-12-1972 | Hitnotering: 23-09-1972 t/m 09-12-1972 | Hitnotering: 23-09-1972 t/m 09-12-1972 |
| Week                                   | 1                                      | 2                                      | 3                                      | 4                                      | 5                                      | 6                                      | 7                                      | 8                                      | 9                                      | 10                                     | 11                                     | 12                                     |                                        |
| -------------------------------------- | -------------------------------------- | -------------------------------------- | -------------------------------------- | -------------------------------------- | -------------------------------------- | -------------------------------------- | -------------------------------------- | -------------------------------------- | -------------------------------------- | -------------------------------------- | -------------------------------------- | -------------------------------------- | -------------------------------------- |
| Nummer                                 | 28                                     | 9                                      | 3                                      | 1                                      | 1                                      | 1                                      | 1                                      | 1                                      | 4                                      | 6                                      | 16                                     | 22                                     | uit                                    |

### NPO Radio 2 Top 2000
| Nummer met noteringen in de NPO Radio 2 Top 2000 | '99  | '00  | '01  | '02  | '03  | '04  |
| ------------------------------------------------ | ---- | ---- | ---- | ---- | ---- | ---- |
| Sugar Me                                         | 1467 | 1578 | 1613 | 1794 | 1907 | 1876 |

1. ↑  Een vetgedrukt getal geeft de hoogste notering aan.
2. ↑  Deze tabel is bijgewerkt tot en met de laatste editie (2024).